# Estación de Jabugo-Galaroza
Jabugo-Galaroza es una estación ferroviaria situada en la localidad de El Repilado en el municipio español de Jabugo cerca de Galaroza, en la provincia de Huelva, comunidad autónoma de Andalucía. Cuenta con servicios limitados de Media Distancia.

## Situación ferroviaria
Se encuentra ubicada en el punto kilométrico 87,4 de la línea férrea de ancho ibérico que une Zafra con Huelva, a 430 metros de altitud sobre el nivel del mar, entre las estaciones de Cumbres Mayores y de Almonaster-Cortegana. El tramo es de vía única y está sin electrificar. 

## Historia
La estación fue abierta al tráfico el 1 de enero de 1889, con la apertura del tramo Zafra-Valdelamusa de la línea férrea que unía Zafra con Huelva. Las obras corrieron a cargo de la Zafra-Huelva Company. Esta modesta compañía de capital inglés mantuvo la explotación del recinto hasta la nacionalización del ferrocarril en España y la creación de RENFE en 1941. Desde el 31 de diciembre de 2004 Renfe Operadora explota la línea mientras que Adif es la titular de las instalaciones ferroviarias.

## La estación
Se encuentra situada en la barriada de El Repilado, perteneciente al municipio de Jabugo. Se encuentra a 9 kilómetros de Jabugo y a 7 de Cortegana, accediendo por la carretera N-433. El edificio de viajeros es de dos alturas, teniendo la planta baja cinco vanos por costado y la superior, de menores dimensiones, de tres vanos por costado. Presenta el frontón el emblema de la compañía ferroviaria (ZH), acompañado del año 1923. Dicho edificio se sitúa en disposición lateral a la vía y da acceso a una vía de apartado. Existe un andén central al que dan acceso la vía principal y una más de apartado. Una cuarta vía finaliza en toperas en el costado sur del edificio de viajeros. Los cambios de andén se realizan a nivel.

## Servicios ferroviarios

### Media Distancia
En esta estación efectúan parada de lunes a viernes los servicios de Media Distancia de la línea 73 de Media Distancia de Renfe y que tienen como destinos finales las ciudades de Huelva y la propia Jabugo. Otro MD continúa a Zafra en fines de semana y allí se alcanzan destinos como Mérida, Cáceres, Plasencia, Talavera de la Reina y Madrid. 
| Línea MD | Trenes | Origen/Destino |  | Destino/Origen                |
| -------- | ------ | -------------- |  | ----------------------------- |
| 73       | MD     | Huelva         |  | Jabugo-Galaroza               |
| 73       | MD     | Huelva         |  | Zafra Madrid-Atocha Cercanías |